# 王斛
王斛（？—？），字應萬，湖廣漢陽府漢陽縣人，民籍，明朝政治人物。

## 生平
湖廣鄉試第二十六名舉人。嘉靖二十三年（1544年）中式甲辰科會試第一百八十二名，登第三甲第四十名進士。

## 家族
曾祖王繼宗；祖父王清；父王教，衛經歷。母吳氏；繼母陶氏。